# Nagy Elemér (fizikus)
Nagy Elemér (Budapest, 1920. március 30. – Budapest, 2000. február 29.) állami díjas magyar fizikus, villamosmérnök, egyetemi tanár, a fizikai tudományok doktora, a Magyar Tudományos Akadémia rendes tagja. Jelentős eredményeket ért el az elektrotechnika, majd a fémipar műszaki fizikai vonatkozásainak kutatásában, legfőbb vizsgálatai a lumineszcens anyagok tanulmányozására, illetve a fémek, ötvözetek szilárdtestfizikai vizsgálatára irányultak. Az első magyarországi szilárdtestfizikai egyetemi tanszék megalapítója (ELTE, 1970), 1974-től 1987-ig az MTA Műszaki Fizikai Kutatóintézetének igazgatója volt. Kiváló bridzsjátékos és elismert postabélyeg-szakértő volt.

## Életútja
A budapesti József Nádor Műszaki és Gazdaságtudományi Egyetemen szerezte meg gépészmérnöki oklevelét 1943-ban. Ezt követően az Egyesült Izzólámpa és Villamossági Rt.-nél helyezkedett el mint a kutatólaboratórium segédmérnöke. Eleinte Szigeti György irányításával végezte kutatásait, 1949-től 1952-ig pedig osztályvezetőként irányította a laboratóriumi fejlesztőmunkát. 1953-tól 1956-ig Szigeti György meghívására az akkor alapított Híradástechnikai Ipari Kutatóintézet I. számú fényforrás-technológiai laboratóriumának osztályvezetőjeként dolgozott. 1957-től 1974-ig az MTA Központi Fizikai Kutatóintézetének tudományos főmunkatársa, egyúttal 1959-től szilárdtestfizikai laboratóriumának vezetője volt. 1974-től 1987. decemberi nyugdíjba vonulásáig az MTA Műszaki Fizikai Kutatóintézetében folyó munkát irányította igazgatóként.
Kutatói–intézetvezetői pályája mellett 1952-től 1956-ig a miskolci Rákosi Mátyás Nehézipari Műszaki Egyetem fizikai tanszékének tanszékvezető egyetemi tanára volt. 1956-tól az Eötvös Loránd Tudományegyetem (ELTE) II. számú fizikai intézetének egyetemi tanára volt, 1958-tól 1970-ig az újjáalakult kísérleti fizikai tanszéken, 1970-től 1974-ig pedig az ebből kivált, általa alapított szilárdtestfizikai tanszéken folyó oktatómunkát irányította tanszékvezető egyetemi tanárként. 1987-ig szüneteltette oktatói tevékenységét, majd három éven át, 1990-ig ismét az ELTE szilárdtestfizikai tanszékén adott elő egyetemi tanárként.

## Munkássága
Az 1940-es évektől elsősorban a lumineszcencia, főként az elektrolumineszcencia, valamint a foszforeszkálás és a fluoreszkálás elméleti alapjaival és kísérleti vizsgálatával foglalkozott. Behatóan tanulmányozta a lumineszcens anyagok teljesítmény- és hatásfokát, a fluoreszcens cink-szilikátok optikai és dielektromos tulajdonságait. Az 1950-es évek második felétől kutatásai egyre határozottabban szilárdtestfizikai problémákra irányultak, így például fémfizikai vizsgálatai során tisztázta a fémek, ötvözetek és félvezetők fázisátalakulásának egyes kérdéseit – kicsapódás, oldódás, felületi oxidáció, atomok fémrácsba rendeződése stb. –, valamint elektromos vezetőképességét és hőtágulását. Fémszerkezeti kutatásainak eredményeivel hozzájárult az iparilag előállított fémlemezek ún. síkkifekvésének javulásához, valamint az acélfürdő (nagy hőmérsékletű acélolvadék) oxigénion-tartalmának megbízhatóbb méréséhez. Részecskefizikai munkásságának egyik legjelentősebb eredménye volt 10–50 gigaelektronvoltos energiatartományban a Pomerancsuk-tétel kísérleti igazolása, amely leegyszerűsítve azt mondja ki, hogy a részecskék és antirészecskék között létrejövő kölcsönhatás – tipikusan ütközés – során az abban részt vevő entitások hatáskeresztmetszetének különbsége az energia növekedésével a zérus felé tart.
Nevéhez fűződik a szilárdtestfizika tanszéki szintű egyetemi oktatásának bevezetése Magyarországon (1970). Tanszékvezetőként ösztönözte a fémek termikus folyamataira irányuló és a röntgendiffrakciós szilárdtestfizikai vizsgálatokat, s tanszéke éveken keresztül végzett alapkutatásokat a Csepeli Fémmű számára.

### Szervezeti tagságai és elismerései
1973-ban a Magyar Tudományos Akadémia levelező, 1995-ben rendes tagjává választották, az anyagtudományi bizottság elnöke, 1970-től tagja volt a Tudományos Minősítő Bizottság fizikai és csillagászati szakbizottságának. 1950-től 1958-ig az Eötvös Loránd Fizikai Társulat titkári, 1972-től alelnöki tisztségét töltötte be. Ugyancsak elnökként vezette a Nemzetközi Világítástechnikai Bizottság (CIE) magyar nemzeti bizottságának munkáját, 1969-ben pedig megválasztották a Nemzetközi Elméleti és Alkalmazott Fizikai Szövetség (IUPAP) oktatási bizottságának tagjává.
Tudományos eredményei elismeréséül már 1950-ben megkapta a Bródy Imre-díjat. A kísérleti fémfizika területén elért eredményeiért 1970-ben az Állami Díj második fokozatával tüntették ki. Kiss Dezsővel, Urbán Lászlóval és Vesztergombi Györggyel megosztva 1973-ban Akadémiai Díjat vehettek át a nagyenergiájú semleges kaonoknak protonokon történő regenerációjára vonatkozó vizsgálataikért és а Pomerancsuk-tétel kísérleti igazolásáért. 1980-ban a Munka Érdemrend arany fokozatával, 1984-ben az Eötvös Loránd Fizikai Társulat Schmid Rezső-díjával tüntették ki.

### Főbb művei
- Hőtan. Miskolc: Nehézipari Műszaki Egyetem. 1959.
- Bevezetés az atomfizikába. Miskolc: Nehézipari Műszaki Egyetem. 1960.
- Momentum estimation of electrons traversing heavy media in homogeneous magnetic field. Budapest: KFKI. 1972.
- Kísérleti részecskefizika I.: Bevezetés az elemi részek osztályozásának fenomenologikus elméletébe. Budapest: Tankönyvkiadó. 1975.
- A klasszikus fizikától az anyagtudományig. Budapest: MTA. 2000.